# 長尾無墨
長尾 無墨（ながお むぼく、天保3年（1832年） - 明治27年（1894年）11月3日）は、日本の南画家、教育者である。幼名は佐伝次、諱は冀北、通称は平右衛門、別号に天雁、張天梅、千里などがある。
『説諭要略』や『善光寺繁昌記』を書いたことでも有名。明治時代、中央で活動したにもかかわらず、写真や肖像画はこれまでに見つかっていない。

## 生涯
信濃国伊那郡高遠藩の藩士・宇夫形豊久の長男として高遠城下（現・長野県伊那市）に生まれる。高遠藩は学問が盛んだったことで知られているが、その高遠藩が育てた人材の一人である。学問を父と中村元恒に学び、詩文に長じ、特に絵画を得意とした。万延元年（1860年）に藩校・進徳館が開講すると、27歳でその大助教に迎えられた。この頃から精力的に絵を描くようになり、主として「冀北」の雅号で多くの作品を残している。
明治維新に際しては、高橋白山とともに藩政を批判したために藩を追放された。高遠を去った無墨は長尾と姓を改め、洗馬（現在の塩尻市）に移り住み、住家を「漁樵吟社」と名づけて子弟の教育にあたった。明治5年（1872年）に大町に入徳館（現在の大町市立大町西小学校）が開設されると、その校長に迎えられる。翌6年には筑摩県庶務課に採用され、教育を担当した。
当時の筑摩県の権令・永山盛輝は、教育権令と呼ばれるほど教育に力を注いだ。明治7年（1874年）3月から、永山は自ら伊那郡・諏訪郡の小学校230余校を巡回して教育の振興を図った。この状況は同行した無墨により『説諭要略』としてまとめられ、出版された。信州の教育史上重要な記録である。
明治9年（1876年）8月、筑摩県が廃止されると、無墨は長野県に迎えられ、長野に居を移した。無墨は長野県庁内ではあくまでも新参者で、その力を発揮する場はなかった。その中で書き始めたのが、当時の信州善光寺を中心とする長野の町のにぎわいを記した『善光寺繁昌記』である。『善光寺繁昌記』（全）の原稿は明治10年（1877年）の年末に完成し、県に出版を届け出た。『明治官員録』の長野県の部に無墨は明治11年（1878年）7月まで名が記載されているが、8月にはその名がなくなる。無墨が長野を去ったのはこの時である。
無墨は50歳前くらいで東京に出て、詩人や画人と交流し、田能村直入の門に入ったとされる。さらに翌年には文人画の本場である清国に渡って張子祥・胡公寿といった大家について研鑽を深めた。明治14年（1881年）、無墨はその成果を、『張子祥胡公寿両先生画譜』として出版している。
雁図を明治天皇の天覧に供したことから「天雁」とも号するようになり、これを境にもっぱら雁図を描くようになった。雁のさまざまな姿態を描きこんだ「百雁図」は無墨の画業の集大成ともいえる。無墨の描いた絵は、現在も各地で見ることができる。
明治27年（1894年）11月3日死去。62歳だった。

## 善光寺繁昌記
初編の出版は明治11年（1878年）1月、二編は2月、三編は3月である。漢文で書かれており、原文を容易に読むことはできない。しかし、『善光寺繁昌記』は無墨の前半生の総決算と言える。
明治10年当時の善光寺を中心とする長野の町の賑わいを記しているが、その素晴らしい点は、他の史料にない当時の風俗が数多く記録されていることである。善光寺境内の氷売り、花売りから権堂の芸妓まで、市井に生きる人々が生き生きと描かれている。そして、こうした風俗の多くは、江戸時代からほとんど変化していないと思われる。そうした意味で、この本は近世の善光寺門前町を研究する上でも欠かすことができない。花街である権堂について言えば、鶴賀遊郭ができる以前の、江戸時代以来の権堂の実態がわかる資料として、非常に貴重である。
さらに、風刺や皮肉に満ちている点も素晴らしい。その批判精神こそがこの本の最大の魅力であり、漢文というオブラートに包まれたときに初めて許されるものであった。
そもそも「繁昌記」の様式を作り上げたのは、寺門静軒の『江戸繁昌記』（天保3～7年）である。これに倣い、幕末から明治初期にかけて、「繁昌記」の出版が相次いだ。服部撫松の『東京新繁昌記』（明治7～9年）は、維新の東京を活写した名著として知られている。そしてその最後を飾ったのが、無墨の『善光寺繁昌記』である。これ以後も「繁昌記」と題する本は続出したが、もはや漢文で書かれることはなかった。つまり、『善光寺繁昌記』は『江戸繁昌記』に始まる正統の「繁昌記」の到達点と言える。